# Krisztian Kosztov
Krisztian Kosztov (bolgárul: Кристиан Константинов Костов, oroszul: Кристиа́н Константи́нов Ко́стов; Moszkva, 2000. március 15. –) bolgár–orosz énekes. 2014-ben részt vett az orosz The Voice című tehetségkutató műsor gyerek változatában, ahol mestere a 2008-as Eurovíziós Dalfesztivál győztese, Dima Bilan volt. 2015-ben elindult a bolgár X Factorban, ahol a második helyezett lett. 2017-ben Bulgáriát képviselte  Kijevben az Eurovíziós Dalfesztiválon a Beautiful Mess című dalával, amivel a második helyen végzett. Ő volt a dalfesztivál első olyan résztvevője, aki a 2000-es években született.

## Életrajz
Moszkvában született; édesanyja kazak, édesapja bolgár. Két testvére van, bátyja Daniel, húga Sofia. Gyermekként édesapjától tanult meg bolgárul, míg bátyja angolul tanította.

## Karrier

### 2014–2016

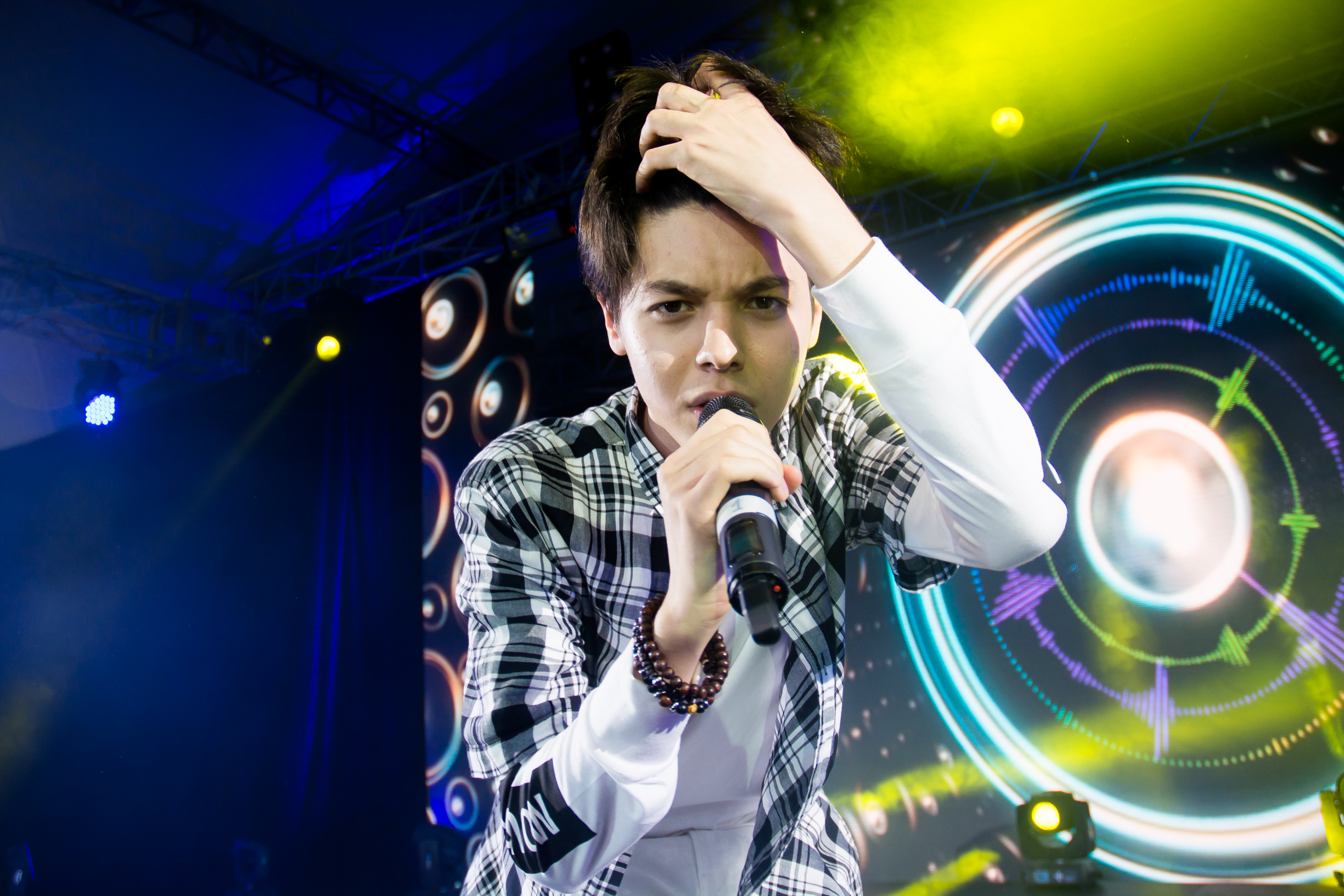
Kosztov 2016-ban

Szerepelt a The Voice című tehetségkutató versenyben. Az oroszországi sikere után úgy döntött,  hogy bulgáriai látogatása alkalmával részt vesz az X-Factorban, mivel bolgár származású. A 4. évad végéig a Lyube „Позови меня” dalával lépett fel, majd Vasil Naydenovdal duettet alakított a „Сбогом, Моя Любов” dallal. A végső dalként „Ако си Дал”-t énekelte Emil Dimitrovtól. Végül nem ő, hanem Christiana Louizu nyerte meg a showt.

### 2016–

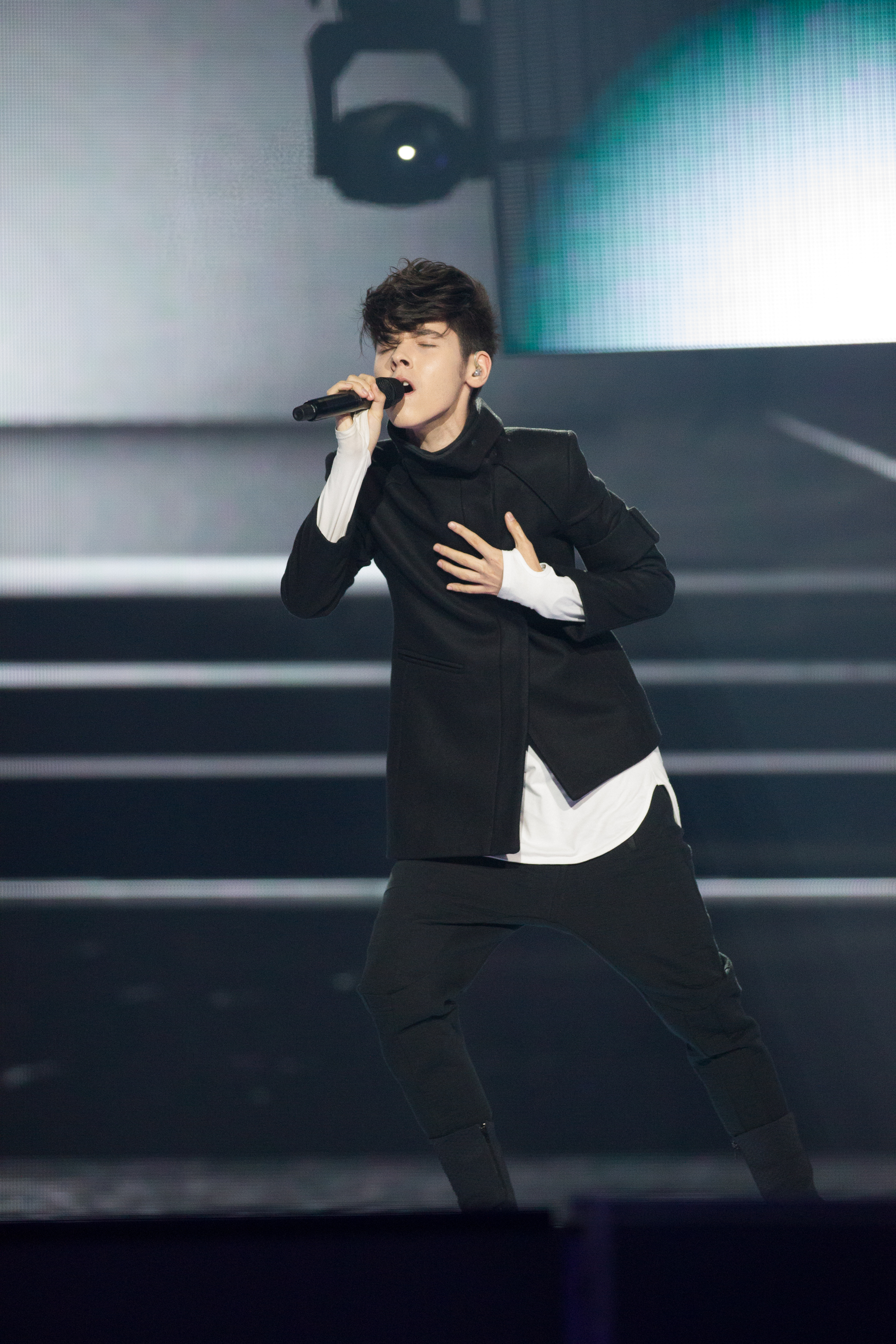
Krisztian a 2017-es Eurovíziós Dalfesztivál döntőjének próbáján, Kijevben

2016. október 7-én debütáló „Ne si za men” című kiadványát a Virginia Records adta ki. A dalt Venci Venc írta, Ray Hedges, Nigel Butler és Isaac Evans szerezte hozzá a zenét. A dal a 13. számra érkezett a bolgár Singles Charton. 2017. március 13-án bejelentette, hogy ő képviseli Bulgáriát a 2017-es Eurovíziós Dalfesztiválon, a „Beautiful Mess” című dallal. Második helyen végzett a versenyen, amely Bulgária számára új eredmény volt Poli Genova után, aki a 2016. évi dalverszenyen negyedik helyezést érte el.

## Diszkográfia

### Középlemezek
| Cím               | Részletek                                                                           | Slágerlistás helyezés |
| Cím               | Részletek                                                                           | BUL                   |
| ----------------- | ----------------------------------------------------------------------------------- | --------------------- |
| "Shower Thoughts" | - Megjelenés: 2018. augusztus 10. - Kiadó: Symphonix - Formátum: digitális letöltés |                       |

### Kislemezek

#### Szóló előadóként
| Dal                                 | Év   | Slágerlistás helyezés | Slágerlistás helyezés | Slágerlistás helyezés | Slágerlistás helyezés | Slágerlistás helyezés | Slágerlistás helyezés | Slágerlistás helyezés | Slágerlistás helyezés | Album                      |
| Dal                                 | Év   | BUL                   | AUT                   | BEL                   | FRA                   | NLD                   | SCO                   | SWE                   | SWI                   | Album                      |
| ----------------------------------- | ---- | --------------------- | --------------------- | --------------------- | --------------------- | --------------------- | --------------------- | --------------------- | --------------------- | -------------------------- |
| "Ne szi za men" / "You Got Me Girl" | 2016 | 13.                   | —                     | —                     | —                     | —                     | —                     | —                     | —                     | Nem jelent meg még albumon |
| "Beautiful Mess"                    | 2017 | 2.                    | 60.                   | 43.                   | 127.                  | 91.                   | 75.                   | 51.                   | 85.                   | Nem jelent meg még albumon |
| "Глубина"                           | 2017 | —                     | —                     | —                     | —                     | —                     | —                     | —                     | —                     | Nem jelent meg még albumon |
| "Ты Мой Огонь"                      | 2017 | —                     | —                     | —                     | —                     | —                     | —                     | —                     | —                     | Nem jelent meg még albumon |
| "The One (I Need You)"              | 2018 | —                     | —                     | —                     | —                     | —                     | —                     | —                     | —                     | Nem jelent meg még albumon |
| "Get It"                            | 2018 | —                     | —                     | —                     | —                     | —                     | —                     | —                     | —                     | Nem jelent meg még albumon |

#### Featuring előadóként
| Dal                                                             | Év   | Slágerlistás helyezés | Album                  |
| Dal                                                             | Év   | BUL                   | Album                  |
| --------------------------------------------------------------- | ---- | --------------------- | ---------------------- |
| "Ready to Fly" (MaxiGroove & Kristian Kostov)                   | 2015 | —                     | Nem jelent meg albumon |
| "Vdigam Level" (Pavell & Venci Venc' featuring Kristian Kostov) | 2016 | 13.                   | SeTaaBrat              |
| "Burning Bridges" (Kristian Kostov & Jowst)                     | 2018 | —                     | Nem jelent meg albumon |

#### Egyéb közreműködések
| Dal                                              | Év   | Slágerlistás helyezés | Album                  |
| Dal                                              | Év   | CIS                   | Album                  |
| ------------------------------------------------ | ---- | --------------------- | ---------------------- |
| "Mir bez vojni" (Deti Zemli featuring Open Kids) | 2014 | 313.                  | Nem jelent meg albumon |

## Fordítás
- Ez a szócikk részben vagy egészben  a   Kristian Kostov című angol Wikipédia-szócikk fordításán alapul.  Az eredeti cikk szerkesztőit annak laptörténete sorolja fel. Ez a jelzés csupán a megfogalmazás eredetét és a szerzői jogokat jelzi, nem szolgál a cikkben szereplő információk forrásmegjelöléseként.